# هاروکا حمادا
هاروکا حمادا (انگلیسی: Haruka Hamada؛ زادهٔ ۲۶ ژانویهٔ ۱۹۹۳) بازیکن فوتبال اهل ژاپن است.
وی همچنین در تیم‌های ملی فوتبال زیر ۱۷ سال زنان ژاپن، زیر ۲۰ سال زنان ژاپن، زیر ۲۰ سال زنان ژاپن، و زنان ژاپن بازی کرده‌است.